# Лос Бандо
Лос Бандо (Los Bando) — норвезько-шведський комедійний родинний фільм 2018 року. Перший показ в Україні відбувся в жовтні 2020 року.

## Зміст
Друзі прямують усією Норвегією, аби взяти участь у рок-фестивалі. Назустріч мрії — наввипередки з часом, поліцією і батьками.

## Знімались
- Таге Йогансен Гогнесс (Tage Johansen Hogness)
- Якою Дируд (Jakob Dyrud)
- Йонас Гофф Оффебро (Jonas Hoff Oftebro)
- Інгар Гельге Ґімле